# Ховин, Виктор Романович
Ви́ктор Рома́нович (Руви́мович) Хо́вин (30 июня 1891, Кагул, Измаильский уезд, Бессарабская губерния — 1944, концлагерь Освенцим) — русский литературный критик, журналист и издатель, теоретик эгофутуризма.

## Биография
Родился 30 июня (по старому стилю) 1891 года в Кагуле в семье врачей Сруль-Рувина Файвелевича (Романа Павловича) Ховина (1855—1920), уроженца Кишинёва, и Жано (Евгении) Самуиловны Ховиной (в девичестве Коган, 1858—1942). Сестра — Лидия Романовна Ховина (1882—1960), детский врач. Родители были вольнопрактикующими врачами в Кишинёве (в 1908—1910 годах отец также владел в городе аптекой) и с 1905 года в Санкт-Петербурге (семья жила на Невском проспекте, дом № 160). В 1909 году окончил Вторую Санкт-Петербургскую гимназию.
18 августа 1910 года был зачислен студентом в Петербургский университет, который окончил 11 мая 1916 года. С начала 1910-х годов входил в круг футуристов и публиковался в их изданиях. В 1913 году стал вдохновителем, издателем и редактором альманаха интуитивной критики «Очарованный странник» (до 1916 года вышло 10 выпусков этого издания). Первый выпуск вышел с подзаголовком «Критик-интуит» под эгидой издательства «Петербургский глашатай» и был связан с течением эгофутуристов, далее выходил в специально основанном Ховиным одноимённом издательстве «Очарованный странник». Открывала выпуск обширная программная статья В. Ховина «Фанатик в пурпуровой мантии», в которой ориентиром альманаха был провозглашён «один из величайших и самых несомненных индивидуалистов», «гениальный интуит» Оскар Уайлд. Все программные статьи и значительная часть литературной критики были написаны самим Ховиным, а в поэтической части центральное место занимал Игорь Северянин. В альманахе также публиковались Димитрий Крючков, Анастасия Чеботаревская, Николай Евреинов, Борис Гусман, Самуил Вермель, Велимир Хлебников, Вадим Шершеневич и другие. Помощницей издателя была его жена (с 1911 года) Ольга Михайловна Вороновская-Ховина, которая также публиковала литературную критику и работала в их с мужем магазине «Книжный угол» на Фонтанке.
В 1913 году выступал вместе с Игорем Северянином, Вадимом Баяном и Соней Шамардиной (1894—1980) на гастролях футуристов в Крыму, в 1914—1915 годах участвовал в серии поэзоконцертов эгофутуристов (поэзоконцерты 1915 года открывались докладом Ховина «Футуризм и война»). В 1916 году составил поэзоальманах «Мимозы льна» (Петроград: Амис), в котором участвовали Борис Гусман, Игорь Северянин, Алексей Масаинов.
В 1918—1922 годах в своём издательстве «Очарованный странник» Виктор Ховин издавал и редактировал петроградский журнал «Книжный угол» (всего вышло 8 выпусков), в котором публиковались Борис Эйхенбаум, Юрий Тынянов, Виктор Шкловский. Здесь Ховин выступал против сотрудничества футуристов с новой властью, критиковал политические аспекты поэмы «Двенадцать» Александра Блока, политические позиции Максима Горького и Владимира Маяковского. С третьего номера постоянным сотрудником журнала стал Василий Розанов (большая часть его цикла «Из последних листьев» была опубликована на страницах «Книжного угла»). Ховин и Розанов состояли в активной переписке до самой смерти последнего. В 1921 году В. Р. Ховин стал одним из основателей «Кружка по изучению В. Розанова» (в который среди прочих вошли Андрей Белый, Аким Волынский, Эрих Голлербах), активно пропагандировал мыслителя (за что подвергся критике Л. Д. Троцким в книге «Литература и революция»).
В 1924 году Виктор Ховин покинул СССР и поселился Риге, где публиковался в газетах «Новый мир» и «Наш огонек» (под псевдонимами Вехин и Приезжий). Затем перебрался в Париж, где в 1926 году открыл книжный магазин и издательство «Очарованный странник» (13, rue Monsieur le Prince, 6-e), выпускавшее книжные серии «Библиотека поэта» и «Беллетристы современной России». В 1928 году переиздал в Париже «Уединённое» В. В. Розанова со своей статьей «Предсмертный Розанов» на основе неопубликованной переписки.
С 1925 года был редактором журнала «Напролом», с 1928 года — литературно-художественного и юмористического журнала «Звонарь». Участвовал в собраниях культурного объединения «Кочевье» (1931).
7 марта 1944 года, как иностранный подданный еврейского происхождения, Виктор Ховин был депортирован в пересылочный лагерь Дранси, откуда отправлен в Освенцим.

## Публикации
- Небокопы (с Василиском Гнедовым, Вадимом Шершеневичем, Анастасией Чеботаревской и Иваном Игнатьевым). — СПб.: Петербургский глашатай, 1913.
- Не угодно-ли-с: силуэт В. В. Розанова. — Петроград: Очарованный странник, 1916[28].
- Сегодняшнему дню. — Петроград: Очарованный странник, 1918.
- Сила от В. В. Розанова. — Петроград: Очарованный странник, 1918.
- На одну тему. — Петроград: 2-я Государственная типография, 1921.
- Безответные вопросы. — Петроград, 1921.
- Уединённое: почти на правах рукописи. С приложением статьи Виктора Ховина «Предсмертный Розанов». / Сост. В. Р. Ховин. — Париж: Очарованный странник, 1928.